# Sittin' Pretty (The Pastels)
Sittin' Pretty è un album in studio dei Pastels del 1989.

## Accoglienza
Trouser Press riporta che "sebbene non aggiunga nulla di nuovo e sia inficiato dai suoi groove goffi (per la prima volta i Pastels stanno cercando di essere davvero sé stessi mentre suonano), Sittin' Pretty è stato pur sempre pubblicato da dei maghi del twee pop, e non è privo di perle". The New York Times dichiara che l'album "ha melodie semplici simili a filastrocche che vengono tagliate a brandelli da assoli di chitarra sfacciati e prepotenti." Martin C. Strong sostiene che Sittin' Pretty "ha segnato alcuni dei momenti più dolci e succulenti di tutta l'altalenante carriera dei Pastels. Stando a The Herald, l'album è "un perfetto esempio eccentrico ove vengono convogliati gli spiriti di Iggy Pop, Jonathan Richman e i Velvet Underground in modo sublime e malinconico."

## Formazione
- Stephen McRobbie – chitarra, voce
- Brian Taylor – chitarra
- Martin Hayward – basso, chitarra
- Bernice Simpson – batteria
- Annabel Wright – tastiere, voce
- David Keegan – chitarra
- Sophie Pragnell – viola
- Eugene Kelly – voce
- Nicole Geddes – violoncello
- Richard Mazda – armonica, percussioni, autoharp

## Tracce
1. Nothing to Be Done – 3:55
2. Anne Boleyn – 3:06
3. Sit on It Mother – 3:46
4. Holy Moly – 2:57
5. Ugly Town – 3:07
6. Zooom – 2:53
7. Baby, You're Just You – 5:21
8. Ditch the Fool – 7:54
9. Sittin' Pretty – 3:42
10. Swerve – 2:22